# Tout ce que le ciel permet
Pour plus de détails, voir Fiche technique et Distribution.
Tout ce que le ciel permet (All That Heaven Allows) est un film américain réalisé par Douglas Sirk et sorti en 1955.

## Synopsis
Jeune et jolie veuve avec deux grands enfants, Cary Scott mène une vie terne dans une maison cossue d'une charmante petite ville de la côte est. Ses amis, ses enfants voudraient lui faire épouser un homme de son âge et de sa condition, mais son cœur la pousse vers le fils de son jardinier qui monte une pépinière, il est bien plus jeune qu'elle et souhaite l'épouser. Les différences d'âge, de milieu social, l'égoïsme et le conformisme des enfants, l'intolérance de la bonne société auront un temps raison de cet amour, enfermant ainsi Cary dans une prison sans âme.

## Variations
Le film a donné lieu a deux variations célèbres : Tous les autres s'appellent Ali de Rainer Werner Fassbinder et Loin du paradis de Todd Haynes.

## Fiche technique
- Titre : Tout ce que le ciel permet
- Titre original : All That Heaven Allows
- Réalisation : Douglas Sirk
- Production : Ross Hunter
- Société de production : Universal Pictures
- Scénario : Peg Fenwick d'après une histoire d'Edna Lee & Harry Lee
- Musique : Frank Skinner sur le thème de la  3e Consolation de Franz Liszt
- Directeur de la photographie : Russell Metty, assisté de Philip H. Lathrop (cadreur, non crédité)
- Directeur artistique : Alexander Golitzen
- Costumes : Bill Thomas (robes)
- Montage : Frank Gross
- Langue : anglais
- Format : Technicolor - 35 mm - 2,00:1
- Durée : 89 minutes
- Dates de sortie :
  - Royaume-Uni : 25 août 1955 (Londres)
  - États-Unis : 25 décembre 1955
  - Belgique : 9 mars 1956 (Bruxelles)

## Distribution
- Rock Hudson et Jane Wyman
- Jane Wyman (VF : Micheline Gary) : Karine « Cary » Scott
- Rock Hudson (VF : André Falcon) : Louis « Ron » Kirby
- Agnes Moorehead (VF : Héléna Manson)  : Sara Warren
- Conrad Nagel (VF : Abel Jacquin) : Harvey
- Virginia Grey (VF : Geneviève Guitry) : Alida Anderson
- Gloria Talbott : Kay Scott
- William Reynolds (VF : Hubert Noël) : Ned Scott

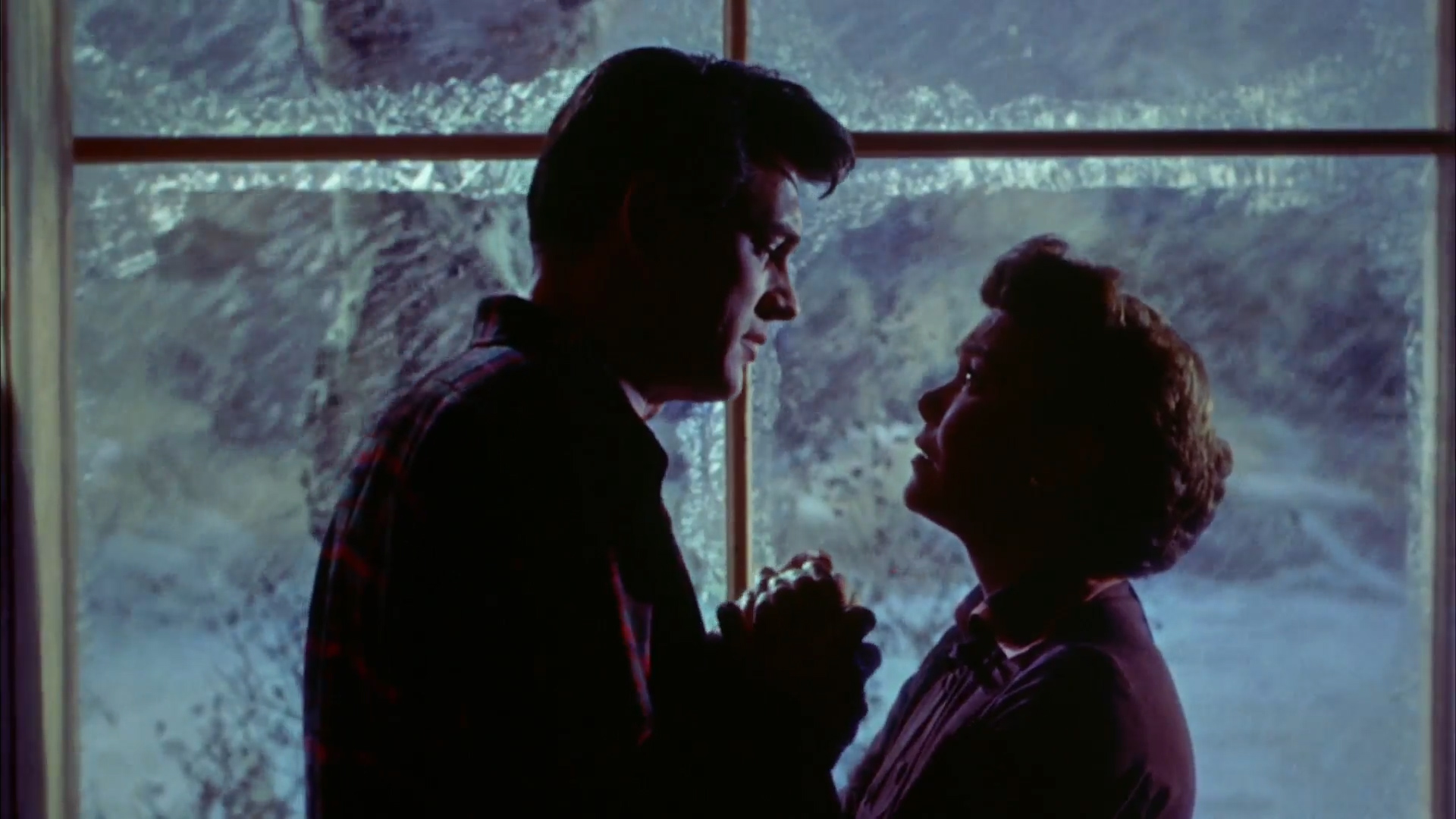
Rock Hudson et Jane Wyman

- Charles Drake (VF : Michel Gudin) : Michel « Mick » Anderson
- Hayden Rorke (VF : Fernand Fabre) : Dr Hennessy
- Leigh Snowden (VF : Joëlle Janin) : Jo-ann
- Donald Curtis (VF : Claude Péran) : Howard Hoffer
- Alex Gerry (VF : Richard Francœur) : George Warren
- Lillian Culver (VF : Cécile Didier) : Mme Taylor
- Forrest Lewis (VF : René Blancard) : M. Weeks
- Anthony Jochim (VF : Jean d'Yd) : M. Adams
- Nestor Paiva : Manuel
- Jacqueline deWit : Mona Plash
- Tol Avery : Tom Allenby
- Jim Hayward (non crédité) : John